# Дубрава (округ Левоча)
Дубрава (словац. Dúbrava) — село в Словаччині, Левоцькому окрузі Пряшівського краю. Розташоване на півночі східної Словаччини в Горнадській котловині на західніх схилах Браниська.
Уперше згадується у 1293 році.
У селі є римо-католицький костел збудований в стилі готики.

## Населення
| Рік:            | 1994. | 2004.   | 2014.    | 2024.   |
| --------------- | ----- | ------- | -------- | ------- |
| Кількість осіб: | 337   | 368     | 330      | 332     |
| Різниця:        |       | +9,19 % | -10,32 % | +0,60 % |

| Рік:            | 2023. | 2024.   |
| --------------- | ----- | ------- |
| Кількість осіб: | 330   | 332     |
| Різниця:        |       | +0,60 % |

У селі проживає 347 осіб.
Національний склад населення (за даними останнього перепису населення — 2001 року):
- словаки — 100,0 %.

Склад населення за приналежністю до релігії станом на 2001 рік:
- римо-католики — 99,45 %,
- греко-католики — 0,27 %,
- не вважають себе вірянами або не належать до жодної вищезгаданої конфесії — 0,27 %